# Martin Van Geneugden

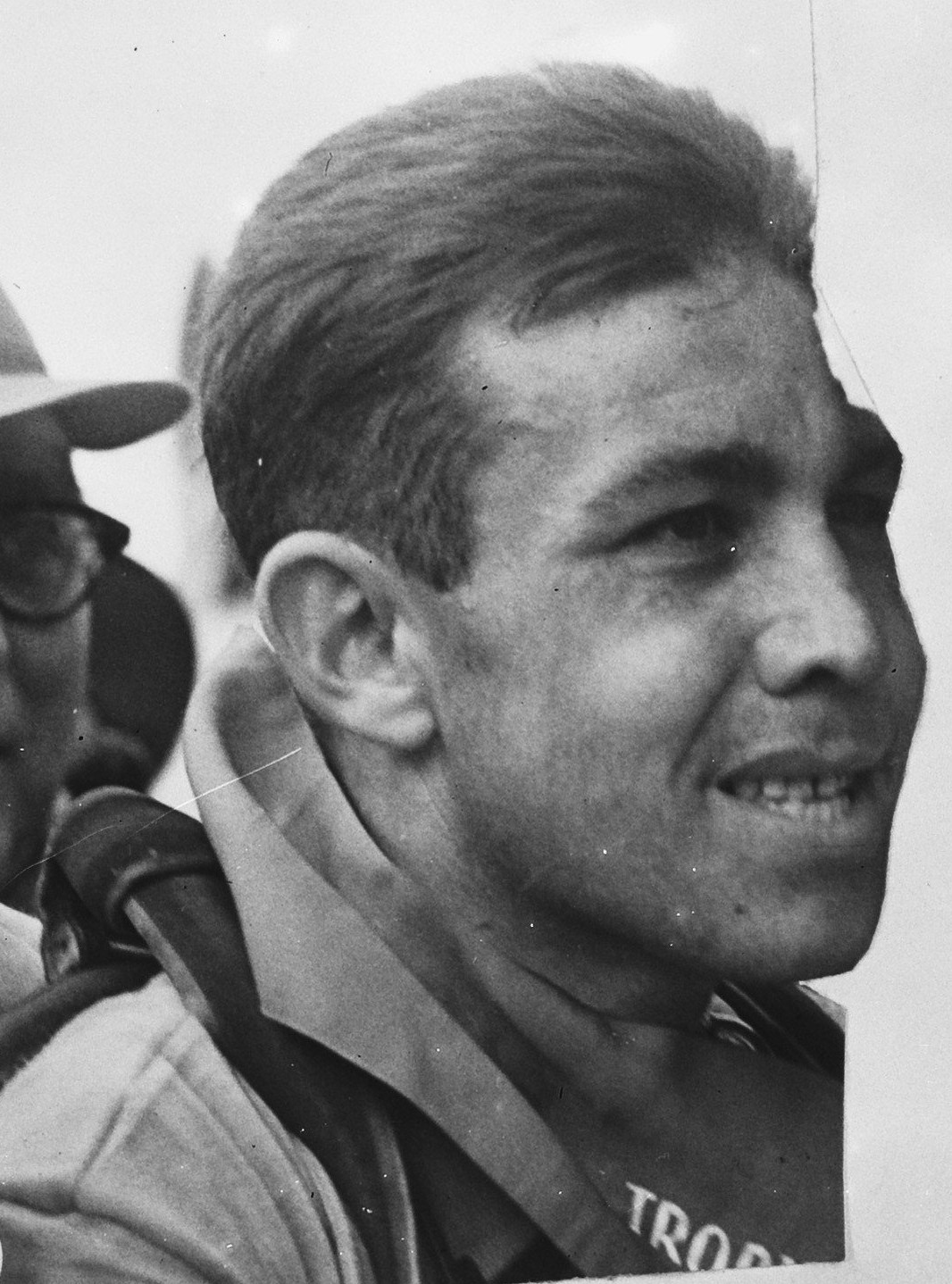
Martin Van Geneugden (1958)

Martin Van Geneugden (* 21. Januar 1932 in Zutendaal; † 8. Juli 2014 in Genk) war ein belgischer Radrennfahrer und nationaler Meister im Radsport.

## Sportliche Laufbahn
Er gewann 1950 die nationale Meisterschaft der Amateure im Straßenrennen. Von 1953 bis 1963 war er als Berufsfahrer aktiv, zuvor startete er ein Jahr in der Klasse der Unabhängigen. Bei der Tour de France konnte er bei sieben Teilnahmen sechs Etappensiege erringen. Seine beste Platzierung in der Gesamtwertung erreichte er mit dem 27. Platz 1958. Insgesamt 43 Siege konnte er in seiner Profi-Laufbahn verbuchen. 1958 gewann er den Großen Preis Fichtel & Sachs. 1961 und 1962 gewann er insgesamt vier Etappen der Deutschland-Rundfahrt. 1963 siegte er in der Tour du Condroz. 1964 beendete er seine Laufbahn. Dreimal gewann er den Omloop van de Fruitstreek.